# Yayi Boni
Thomas Yayi Boni (Tchaourou, Borgou, Benín; 1 de julio de 1952), más conocido como Yayi Boni, es un economista y político beninés que fungió como el décimo presidente de la República de Benín entre el 6 de abril de 2006 y el 6 de abril de 2016. Tras ganar la segunda vuelta de las elecciones presidenciales celebrada el 19 de marzo de 2006, juró su cargo el 6 de abril de 2006, sucediendo como presidente al veterano político beninés Mathieu Kérékou. Obtuvo su reelección en 2011, siendo el primer mandatario de Benín en ganar una elección presidencial en primera vuelta, y finalizó su mandato el 6 de abril de 2016. El candidato de su partido, Lionel Zinsou, fue derrotado por quien sería su sucesor, Patrice Talon.

## Biografía

### Infancia y adolescencia
Nació el 1 de julio de 1952, en la localidad de Tchaourou, en el centro del país, lugar de encuentro entre diversas etnias que se refleja en sus propios orígenes familiares. Su padre era de etnia Nago, una subdivisión de los yoruba, y su madre tenía orígenes mixtos fulani (o peul en francés) y bariba.
Tras estudiar en la escuela de Tchaourou, completó su educación primaria en la ciudad norteña de Kandi en 1969. Entre ese año y 1972, estudió el bachillerato en el liceo Mathieu Bouke de Parakou, la principal ciudad del interior del país.

### Estudios universitarios
Yayi Boni cursó estudios universitarios en la Universidad Nacional de Benín, donde se licenciaría en ciencias económicas, en la especialidad de gestión de empresas. Tras completar los estudios universitarios en su país, se desplazó a Senegal, donde obtuvo el diploma de estudios superiores de banca (Diplôme d'Etudes Supérieures de Banque) en el Centro Africano Occidental de Formación de Estudios Bancarios (Centre Ouest Africain de Formation et d'Etudes Bancaires) y un diploma de estudios especializados en finanzas en la Universidad de Dakar.
Sus estudios continuarían en Francia. En 1986, completó un doctorado en la Universidad de Orleans con una tesis sobre los tipos de cambio de las monedas africanas, con un análisis particularizado en los casos del cedí ghanés y la naira nigeriana. En 1991 obtuvo un nuevo doctorado  en la Universidad de París IX Dauphine, con una tesis titulada "La moneda, los sistemas financieros y el crecimiento económico en los países miembros de la Unión Monetaria de África Occidental: La estrategia neoliberal a prueba de los hechos".

## Trayectoria profesional
Anteriormente a su etapa en Francia había trabajado ya para el Banco Comercial de Benín (Banque Commerciale du Bénin), donde había conocido a muchas de las personalidades más importantes de la vida financiera de su país. Entre 1977 y 1989, compaginó sus estancias en Francia con su trabajo para el Banco Central de los Estados de África Occidental, responsable de la unión monetaria que agrupa a la mayoría de los países francófonos de África occidental. Entre 1992 y 1994 fue asesor técnico en materias financieras del entonces presidente de la República de Benín Nicéphore Soglo.
En diciembre de 1994, accedió al puesto de presidente del Banco Africano Occidental de Desarrollo (Banque Ouest Africaine de Développement), con sede en la capital togolesa Lomé, cargo que desempeñaría hasta principios del año 2006, cuando abandonó el puesto para participar en las elecciones presidenciales de Benín.

## Presidencia

### Elecciones presidenciales de 2006

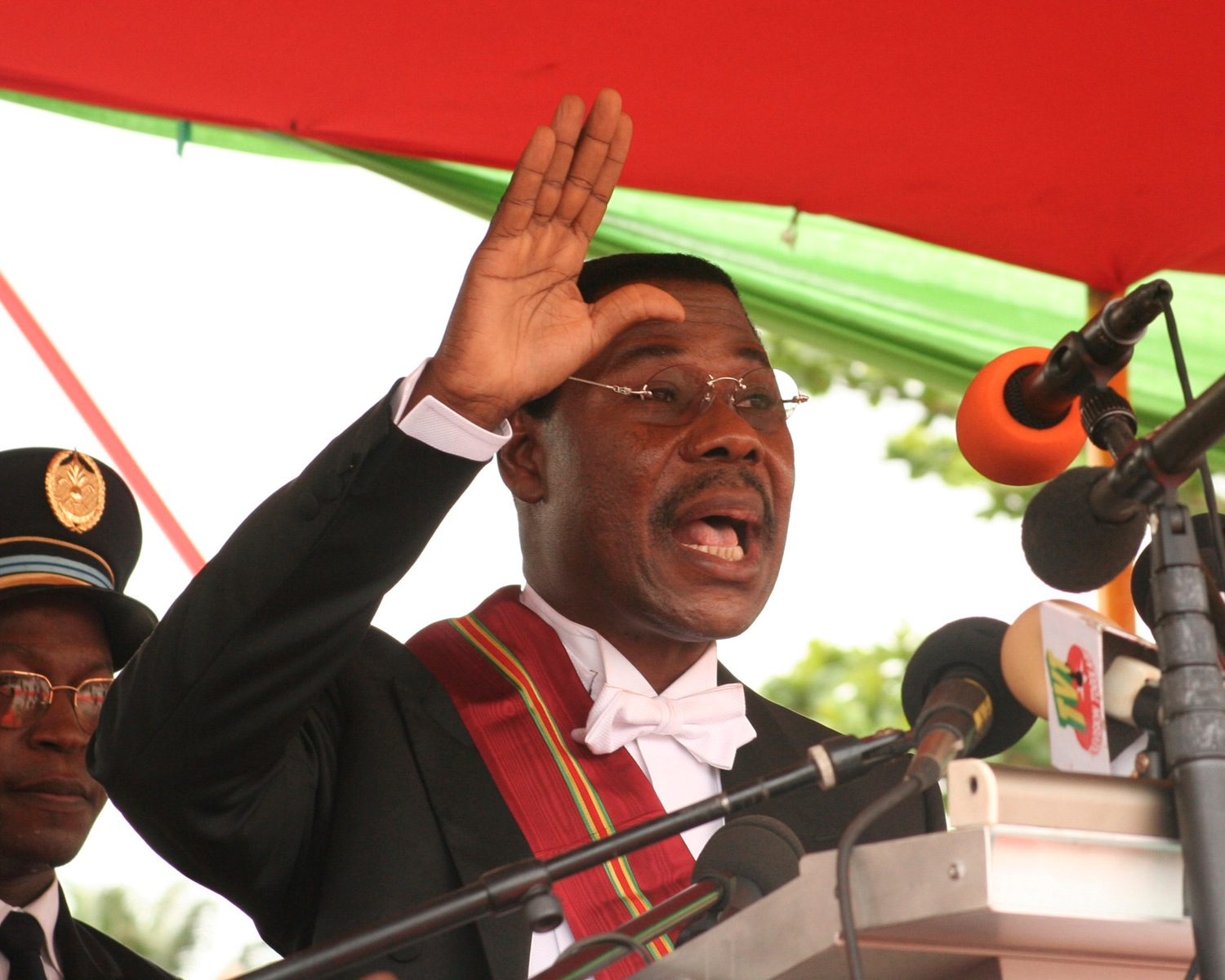
Yayi Boni siendo juramentado el 6 de abril de 2006.

A pesar de su poca experiencia política, su prestigio como economista parece haber sido fundamental en su ascenso al poder. Apoyado por numerosos sectores económicos del país, en las elecciones presidenciales de 2006, a las que los antiguos presidentes Mathieru Kérékou y Nicéphore Soglo no podían presentarse por superar los 70 años de edad, Boni logró la victoria con un 36,6% de los votos en la primera vuelta, celebrada el 5 de marzo de 2006. Al no lograr una mayoría absoluta, se enfrentó en una segunda vuelta al antiguo presidente del parlamento Adrien Houngbédji, que había conseguido el 24,2% de los votos en la primera vuelta. Estas elecciones, a pesar de algunas irregularidades, fueron consideradas democráticas y justas por observadores internacionales. La segunda vuelta se celebró el 19 de marzo, y los resultados oficiales dieron una clara victoria a Yani Boni, con cerca del 75% de los votos. La elección, de alta participación a pesar del declive en la segunda vuelta, también fue considerada libre.

### Primer gobierno
El 6 de abril de 2006, Yani Boni juró su cargo, convirtiéndose en el tercer presidente de Benín elegido por sufragio universal, tras Nicéphore Soglo y Mathieu Kérékou. Su elección también marcó el fin de la tensión política generada por las disputas entre Soglo y Kérékou por fraude electoral, puesto que ambos expresidentes habían superado la edad constitucional para presentarse a la presidencia nuevamente.
En las elecciones parlamentarias de 2007 el partido de Boni, las Fuerzas Cauris para un Benín Emergente, fundado el año anterior, lideró una coalición que resultó vencedora, considerándose una victoria del propio Boni, siendo el segundo presidente luego de Kérékou que logra una mayoría parlamentaria clara, siendo el poder legislativo generalmente dividido. En el período previo a dichas elecciones, el 15 de marzo de 2007, Boni sobrevivió a una emboscada contra su convoy cerca del pueblo de Ikemon mientras se dirigía a la ciudad de Ouèssè para realizar un acto de campaña. Los atacantes bloquearon la carretera con árboles caídos, y dispararon contra el vehículo que por lo general lleva al Presidente; sin embargo, el presidente Boni viajaba en un vehículo separado. Varios de sus acompañantes resultaron heridos en el tiroteo subsiguiente entre la guardia presidencial y los aspirantes a asesinos. Sin embargo, esta información no se ha comprobado ya que todas las fuentes que reclaman el intento de asesinato provienen del campo del presidente. La verificación de dicha información sigue siendo imposible hasta la fecha.
A pesar de las promesas de Boni de combatir la corrupción y asegurar un descenso progresivo de la pobreza crónica que sufre el país, Benín continuó siendo durante la mayor parte de su mandato uno de los países más pobres del mundo, con continuas crisis económicas, y muy dependiente de los precios del algodón.
A finales de 2010, la situación de su equilibrio del poder empezó a desquebrajarse luego de que su coalición legislativa se rompiera, dejando a su partido con mayoría simple. Las continuas acusaciones de liderazgo autocrático y de corrupción política provocaron la formación de una coalición opositora cada vez más fuerte, que luego de conseguir una leve mayoría parlamentaria, trató de iniciar un proceso de destitución contra él, acusándolo de participar en una estafa piramidal que se afectó económicamente a más de cien mil benineses. Sin embargo, como su mayoría no superaba los dos tercios necesarios para remover a Boni del poder, la oposición debió acordar presentar una candidatura única liderada por Houngbédji para las siguientes elecciones presidenciales, previstas para el siguiente mes de marzo, en 2011.

### Reelección y segundo gobierno
A pesar del descontento político contra su figura, Boni seguía siendo muy popular entre la población, por lo que este anunció que se presentaría a la reelección en las siguientes elecciones en 2011. La controvertida elección, considerada aún libre y justa por observadores internacionales, fue una victoria para Boni quien, contra todo pronóstico, obtuvo su reelección en primera vuelta con más del 53% de los votos, siendo el primer mandatario beninés en lograrlo. La oposición, con Houngbédji (que había recibido el 36%) a la cabeza, denunció los resultados, pero la Corte Constitucional proclamó a Boni ganador de las elecciones. La oposición realizó protestas que fueron reprimidas por la policía. Posteriormente, la coalición de Boni retornó a la mayoría parlamentaria, reforzando su gobierno. Sin embargo, volvería a perderla en 2015.

### Desde 2016
En septiembre de 2021, Patrice Talon y Thomas Boni Yayi, aliados políticos que se han convertido en enemigos íntimos, se reunieron en el Marina Palace de Cotonú. Durante este tête-à-tête, Thomas Boni Yayi presentó a Patrice Talon una serie de propuestas y solicitudes, relacionadas en particular con la liberación de “detenidos políticos”.

## Familia
A pesar de proceder de una familia musulmana, Yari Boni es en la actualidad cristiano evangélico.  Es padre de cinco hijos, y su mujer, Chantal de Souza, natural de la ciudad costera de Ouidah, es sobrina del ya fallecido militar beninés Paul-Émile de Souza, una de las grandes figuras históricas de la política beninesa tras la independencia.